# فرودگاه بارونتورون
فرودگاه بارونتورون (انگلیسی: Baruunturuun Airport) یک فرودگاه در کشور مغولستان است که این در شهر بارونتورون، مرکز استان اوفس واقع شده است. این فرودگاه دارای باند چمن ۰۱/۱۹ ۲۲۰۰ متر × ۵۰ متر (۷۲۱۸ فوت × ۱۶۴ فوت).